# Царева (посёлок)
Царе́ва — посёлок в Тотемском районе Вологодской области. Административный центр Калининского сельского поселения.
С точки зрения административно-территориального деления — центр Калининского сельсовета.
Расположен к юго-востоку от автодороги А123. Расстояние по ней до районного центра Тотьмы — 25 км. Ближайшие населённые пункты — Гридинская, Конюховская, Коровинская, Левинское, Сластничиха.
По переписи 2002 года население — 396 человек (187 мужчин, 209 женщин). Преобладающая национальность — русские (99 %).